# Mimela arrowi
Mimela arrowi är en skalbaggsart som beskrevs av Carsten Zorn 2004. Mimela arrowi ingår i släktet Mimela och familjen Rutelidae. Inga underarter finns listade i Catalogue of Life.